# كارلوس أندريس بايز
كارلوس أندريس بايز (بالإسبانية: Carlos Andrés Páez) هو لاعب كرة قدم كولومبي في مركز الدفاع، ولد في 22 يونيو 1998 في كولومبيا. لعب مع نادي إنفيغادو.

## وصلات خارجية
- كارلوس أندريس بايز على موقع قاعدة بيانات كرة القدم.إي يو (الإنجليزية)
- كارلوس أندريس بايز على موقع Soccerway.com (الإنجليزية)
- كارلوس أندريس بايز على موقع AS.com (الإسبانية)